# Emanuele Pirella
Emanuele Pirella (Reggio Emilia, 9 gennaio 1940 – Milano, 23 marzo 2010) è stato un pubblicitario, giornalista, scrittore satirico italiano.

## Biografia
Fondatore e presidente dell'agenzia pubblicitaria Lowe Pirella e della "Scuola di Emanuele Pirella", si è laureato a Bologna in Lettere Moderne. La sua vita professionale è equamente ripartita tra l'attività di pubblicitario e quella di autore di satira, in coppia col disegnatore Tullio Pericoli, e di giornalista. Nella pubblicità è autore di celebri campagne, quella per la banana Chiquita il cui slogan "Dieci e lode" è tra i più longevi della pubblicità italiana.
Come direttore creativo dell'agenzia Italia/BBDO, fondata nel 1971 con Michele Göttsche e Gianni Muccini, è autore di alcune delle campagne più note e aggressive degli anni settanta, dai Jeans Jesus al lancio del quotidiano La Repubblica, al tormentone di "Nuovo? No: lavato con Perlana!", anche se lo slogan è frutto di lavoro di équipe, e secondo la testimonianza di Annamaria Testa, tra i suoi migliori collaboratori, Pirella ne avallò lo slogan aggiungendovi "Passaparola".
Nel 1981 fonda, sempre con Michele Göttsche, la Pirella Göttsche (oggi MullenLowe), tra le cui numerose e celebri idee pubblicitarie si ricorda il pluricitato tormentone di "O così o Pomì", spesso erroneamente attribuito allo stesso Pirella ma in realtà ideato da Pino Pilla, il veterinario dell'Amaro Montenegro, quella di utilizzare il proprietario dell'azienda (Giovanni Rana) per pubblicizzare i suoi tortellini, ecc. La sua agenzia ha ricevuto numerosi "Leoni" al Festival di Cannes: di Bronzo nel 1997, d'Oro nel 1998, di Bronzo nel 1999, d'Argento nel 2000, ancora di Bronzo nel 2002. Come autore di satira, in collaborazione con Tullio Pericoli, ha lavorato per Linus, L'Espresso, il Corriere della Sera e la Repubblica, con la serie "Tutti da Fulvia sabato sera". Per l'Espresso ha curato la rubrica di critica televisiva vincendo nel 2000 il Premio Flaiano.
È morto il 23 marzo 2010 all'età di 70 anni per una malattia.

## Riconoscimenti
- Premio Yellow Kid al Salone Internazionale dei Comics (1974)